# 라파엘 퍼칼

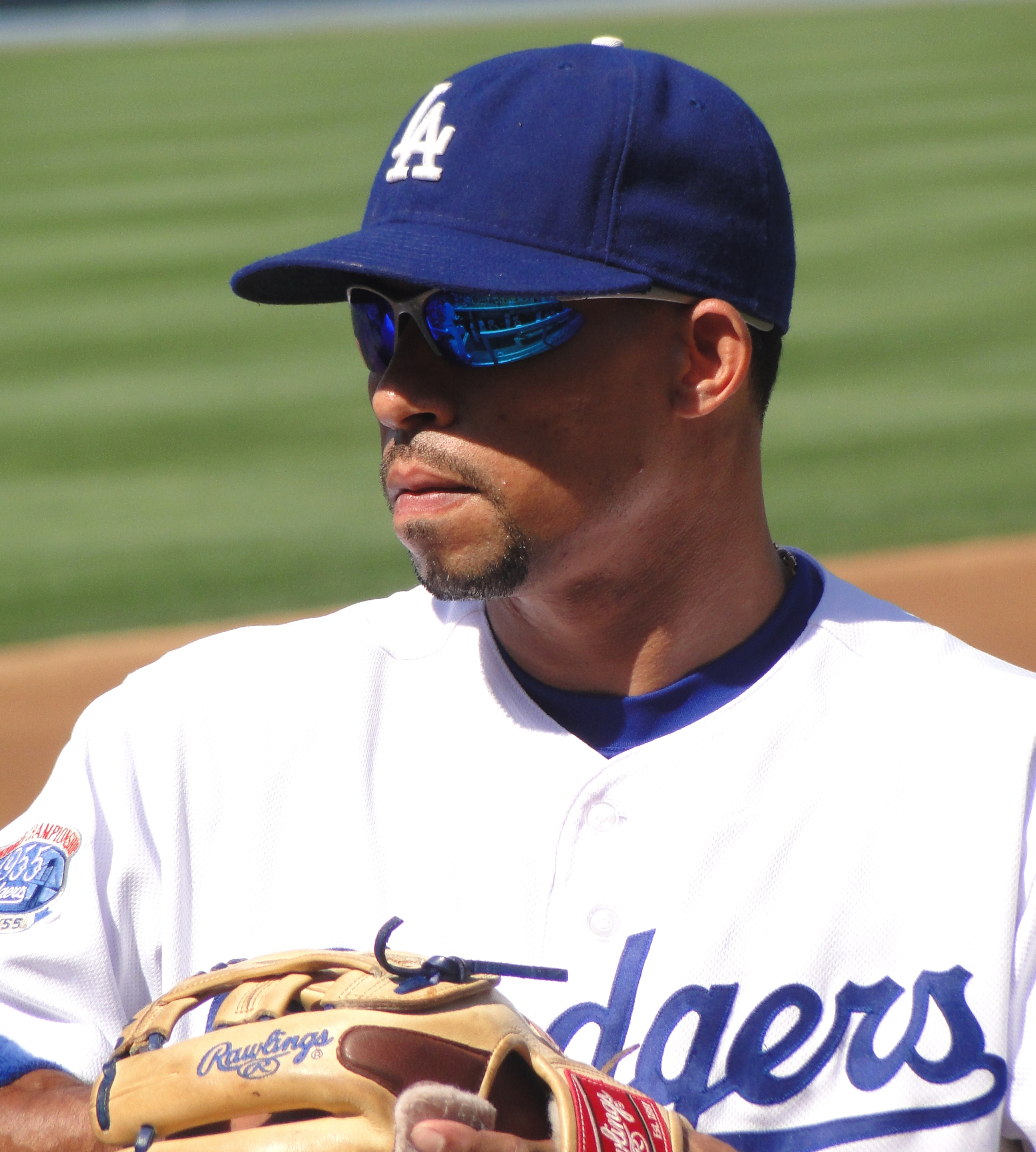
로스앤젤레스 다저스 시절의 퍼칼

라파엘 안토니 퍼칼(Rafael Antoni Furcal, 1977년 10월 24일 ~ )은 도미니카 공화국 출신의 전 야구 유격수이다. 그는 메이저 리그 베이스볼(MLB)에서 애틀랜타 브레이브스, 로스앤젤레스 다저스, 세인트루이스 카디널스, 마이애미 말린스 소속으로 뛰었다. 세인트루이스 소속으로 그는 텍사스 레인저스를 상대로 2011년 월드 시리즈에서 우승했다.

## 어린 시절
퍼칼은 도미니카 공화국의 다하본 강과 아이티 국경 근처에 있는 작은 마을인 로마 데 카브레라에서 자랐다. 그의 아버지 실비노는 택시를 운전했고, 어머니 아우라는 교사였다. 퍼칼에게는 세 명의 형(호세, 마누엘, 로렌조)과 한 명의 누나가 있었다.
실비노 퍼칼은 도미니카 야구 선수들이 메이저 리그 스카우트들로부터 많은 인정을 받지 못하던 시절의 뛰어난 외야수였다. 실비노는 아들들에게 야구를 가르쳤고 라파엘은 아버지가 게임을 즐기는 방법을 가르쳐주었다고 말했다. 2010년 사망할 때까지 실비노는 종종 라파엘에게 경기가 끝난 후 조언을 해주기 위해 전화하곤 했다. 마누엘 퍼칼은 시애틀 매리너스 조직에서 투수로 뛰었고 로렌조는 오클랜드 애슬레틱스 시스템에서 선수 생활을 끝내는 부상을 입기 전까지 뛰었다. 호세 퍼칼은 1999년에 자살했고 마누엘은 같은 해 사고로 사망했다.
퍼칼은 호세 카브레라 고등학교에 다니며 공과 대학에 입학할 준비를 하고 있었는데, 산토도밍고에서 열린 트라이아웃에서 스카우트에게 발견되었다. 그는 1996년 11월 9일 애틀랜타 브레이브스에 5,000달러에 아마추어 자유계약선수로 계약했다.

## 프로 경력

### 마이너 리그 베이스볼
그는 1997년 걸프 코스트 브레이브스에서 2루수로 프로 경력을 시작했다. 다음 시즌, 댄빌 브레이브스 소속으로 그는 타율.328을 기록했으며 66경기에서 리그 기록인 60개의 도루를 기록했다. 그는 댄빌 올해의 선수와 애팔리치안 리그 올스타 2루수로 선정되었다.
1999년에는 유격수로 전향하여 "A" 팀인 메이컨 브레이브스에 합류하여 83경기에서 타율 .337과 73개의 도루를 기록했다. 그는 상위 "A" 팀인 마이틀 비치로 이적하여 43경기에서 타율 .293과 23개의 도루를 기록했다. 그는 마이너 리그 전체에서 총 96개의 도루로 선두를 달렸다. 그는 베이스볼 아메리카 퍼스트 팀 올스타와 사우스 애틀랜틱 리그 올스타 팀에 선정되었다. 또한, 그는 브레이브스 마이너 리그 올해의 선수, 사우스 애틀랜틱 리그 가장 뛰어난 유망주, 클래스 A 올스타에 선정되었다.

### 애틀랜타 브레이브스
2000년 메이저 리그 베이스볼 시즌에 앞서 브레이브스의 유격수 월트 와이스의 부상으로 퍼칼은 "A" 팀에서 메이저 리그 로스터로 갑작스럽게 합류하게 되었다. 그는 2000년 4월 4일 콜로라도 로키스를 상대로 메이저 리그 데뷔전을 치렀으며 4타수 2안타를 기록했다. 그의 첫 안타는 로키스 투수 롤란도 아로조를 상대로 나왔다.
퍼칼은 그 해 브레이브스에서 타율 .295와 40개의 도루를 기록했으며 내셔널 리그 올해의 신인상을 수상했다.
그는 2001년 시즌의 대부분을 7월 6일 보스턴 레드삭스와의 경기에서 2루 도루를 시도하다가 입은 왼쪽 어깨 탈구 부상으로 결장했다.
브레이브스는 2002년 시즌 초 퍼칼의 실제 나이, 당시 23세,를 알게 되었다. 그 전에는 그가 21세라고 주장했었다. 그는 그 시즌에 선발 라인업으로 복귀했으며 4월 21일 플로리다를 상대로 한 경기에서 세 개의 3루타를 기록하여 현대 메이저 리그 기록과 동률을 이뤘다.
퍼칼은 2003년 8월 10일 세인트루이스 카디널스를 상대로 브레이브스 소속으로 무보살 삼중살을 기록했다. 이는 야구 역사상 12번째였다. 5회, 유격수 퍼칼은 투수 우디 윌리엄스의 직선타를 잡았는데, 주자들이 히트 앤드 런을 시도하며 움직이고 있었다. 퍼칼은 2루를 밟아 포수 마이크 매시니(나중에 세인트루이스에서 퍼칼의 감독이 됨)를 아웃시켰고, 오를란도 팔메이로가 1루로 돌아오기 전에 태그하여 아웃시켰다.
그는 2003년 내셔널 리그 올스타 팀에 예비 선수로 선정되었다.
2004년 9월, 브레이브스에서의 마지막 시즌 동안 그는 음주 운전으로 체포되었고, 2000년 6월에 있었던 이전 음주 운전 체포로 인한 보호관찰을 위반했다. 퍼칼은 21일간의 징역형을 선고받았다. 특이한 합의에 따라, 징역형의 시작은 브레이브스의 플레이오프 상황에 따라 달라졌다. 그의 음주운전 변호사는 야구팀이 플레이오프를 위해 모든 선수를 확보할 수 있도록 이러한 해결책을 마련했다. 브레이브스가 포스트시즌에서 탈락하자 퍼칼은 형을 살았다.

### 로스앤젤레스 다저스

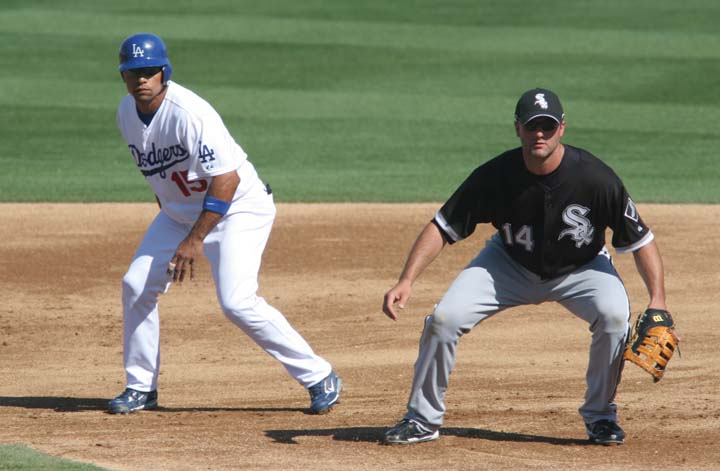
2008년 스프링 트레이닝에서 시카고 화이트삭스 1루수 폴 코너코와 함께 있는 퍼칼(왼쪽)

2005년 12월 7일, 퍼칼은 로스앤젤레스 다저스와 3년 3900만 달러의 자유계약선수 계약을 체결했다. 2006년 메이저 리그 베이스볼 시즌 9월, 퍼칼은 고인이 된 명예의 전당 포수의 정신과 리더십을 가장 잘 보여주는 다저스 선수에게 주어지는 로이 캄파넬라 상의 초대 수상자로 선정되었다. 이 상은 오직 팀 동료들만이 투표했다.
2007년 5월, 그는 3경기 연속으로 각 경기에서 4안타를 기록한 6명의 메이저 리그 선수 중 한 명이 되었다.

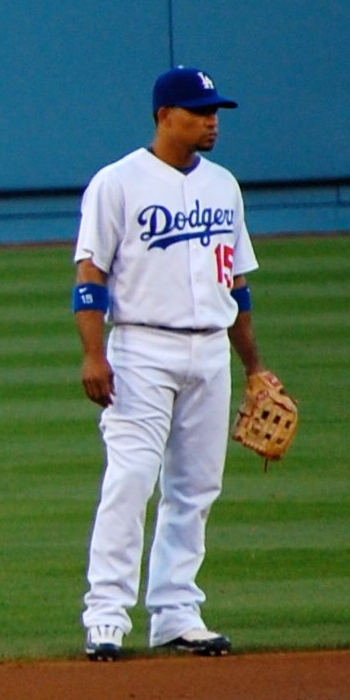
2009년 다저스 소속 퍼칼.

2008년 초, 그는 등 부상으로 시즌 대부분을 결장했으며 플레이오프가 시작되기 직전에야 복귀했다.
2008년 내셔널 리그 챔피언십 시리즈 5차전 5회에서 퍼칼은 3개의 실책을 범하며 NLCS 이닝 및 경기 최다 실책 기록을 세웠다. 그는 포스트시즌 한 이닝에서 3개의 실책을 범한 역대 두 번째 선수였다. 1917년 월드 시리즈의 벅 위버 이후 한 플레이오프 경기에서 3개의 실책을 범한 유격수는 없었다. 이 실책 중 두 개는 동일한 플레이에서 발생했는데, 퍼칼은 팻 버럴이 친 평범한 땅볼을 놓친 후 체이스 어틀리가 득점하는 것을 막으려는 시도에서 홈 플레이트 뒤로 송구를 잘못 던졌다.
2008년 12월 19일, 자유계약선수로 브레이브스와 재계약할 것이라는 추측이 있었던 후, 퍼칼은 다저스에 남기 위해 3년 3천만 달러 계약을 체결했다.
퍼칼은 새로운 계약의 첫해에 고전했으며, 2009년 다저스에서 타율 .269만을 기록했다. 그의 출루율 + 장타율은 .711로 그의 통산 평균인 .757보다 낮았다.
퍼칼은 2010년 내셔널 리그 올스타 팀에 뉴욕 메츠 유격수 호세 레이예스가 부상으로 출전하지 못하게 되자 예비 선수로 추가되었다. 퍼칼은 경기에서 유일한 타석에서 볼넷으로 출루했다. 부상으로 인해 그는 2010년 다저스에서 97경기만 출전했지만, 타율 .300으로 마쳤고 22개의 도루를 기록했다.
2011년, 그는 다저스에서 부상자 명단에서 활동 로스터보다 더 많은 시간을 보냈으며, 단 37경기만 출전하여 타율 .197만을 기록했다.

### 세인트루이스 카디널스

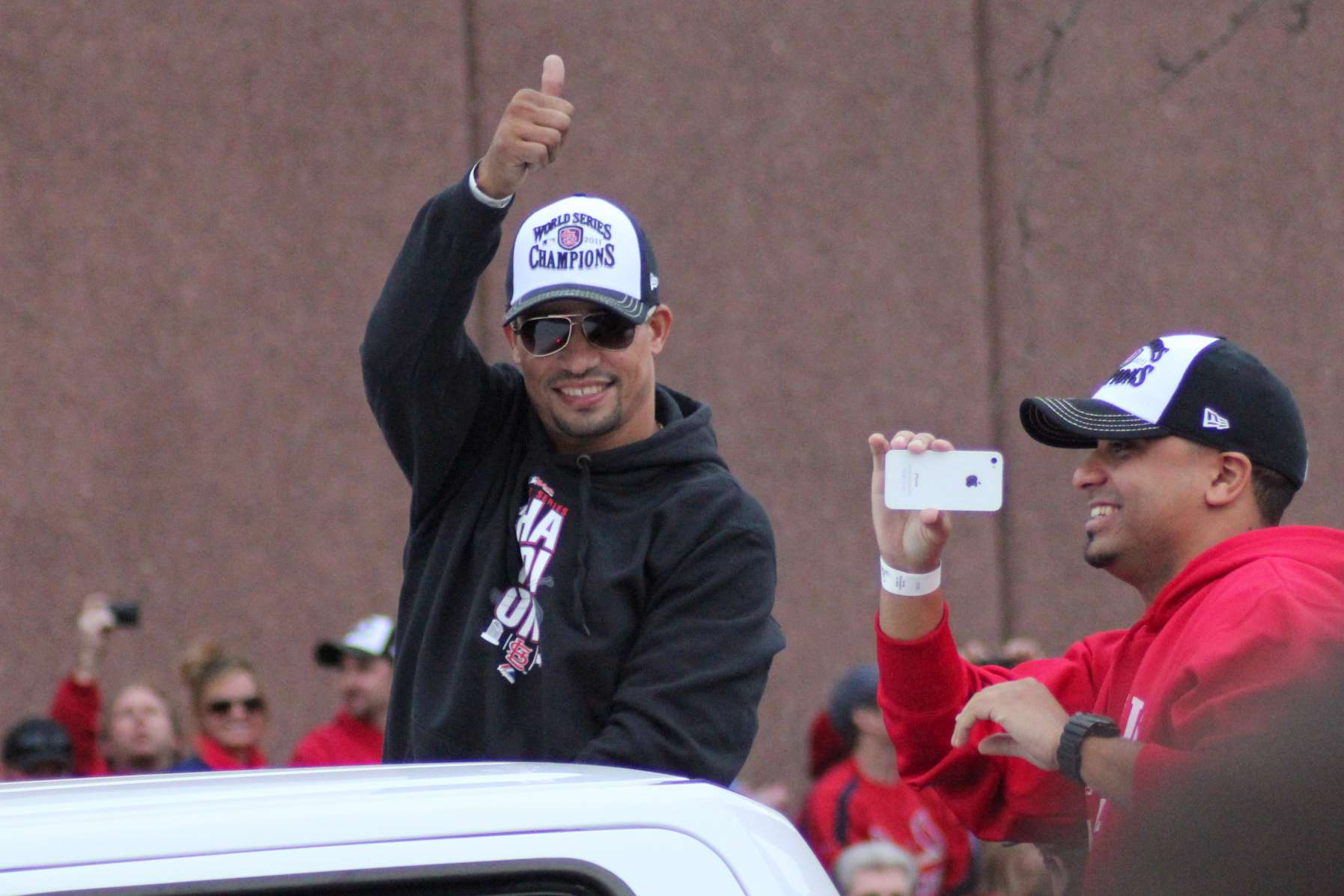
2011년 월드 시리즈 퍼레이드 중 퍼칼

퍼칼은 현금과 함께 2011년 7월 30일 더블 A 외야수 알렉스 카스텔라노스와 트레이드되어 세인트루이스 카디널스로 이적했다. 카디널스에서 50경기에 출전하여 타율 .255에 7개의 홈런을 기록했다. 2011년 월드 시리즈에서는 타율 .179에 그쳤지만, 카디널스가 7차전에서 텍사스 레인저스를 꺾고 시리즈에서 우승하면서 그의 유일한 월드 시리즈 반지를 얻었다.
2011년 10월 31일, 세인트루이스 카디널스는 2012년 1,200만 달러 옵션을 거부했다. 구단은 2011년 12월 10일 퍼칼과 2년 1,400만 달러 계약을 체결했다. 2012년 메이저 리그 베이스볼 시즌 동안 퍼칼은 8월 30일 팔꿈치 부상으로 결장하기 전까지 타율 .264, 5홈런, 49타점을 기록했다. 팔꿈치 MRI 검사 결과 던지는 팔의 인대 손상이 확인되었다. 퍼칼은 수술을 미루기 위해 4~6주간의 물리 재활 치료를 받기 위해 시즌 남은 기간 동안 부상자 명단에 올랐다. 퍼칼의 대체 선수로 카디널스는 트리플 A 산하 멤피스 레드버즈에서 피트 코즈마를 불러 올렸다.
2013년 3월 7일, 카디널스는 퍼칼이 토미 존 수술을 받을 것이며 2013년 메이저 리그 베이스볼 시즌 전체를 거의 확실히 결장할 것이라고 발표했다. 손상된 오른쪽 팔꿈치에 대한 비시즌 휴식 및 재활 프로그램은 처음에는 성공적인 것처럼 보였고, 퍼칼은 카디널스 스프링 트레이닝에 합류했다. 그러나 뼈돌기가 통증을 유발하기 시작했고, 2013년 3월 4일 카디널스 팀 방사선 전문의 그렉 시젝의 MRI 검사와 진찰을 받았는데, 그는 수술을 권고했다. 유명 외과 의사 제임스 앤드루스 박사의 두 번째 소견은 2013년 3월 6일 진단을 확인해주었다. 그는 2013년 10월 31일 2013년 월드 시리즈 이후 자유계약선수가 되었다.

### 마이애미 말린스
2013년 12월 6일, 퍼칼은 마이애미 말린스와 1년 계약을 체결했다. 유격수에는 어린 아데이니 헤차바리아가 있었기 때문에 퍼칼은 말린스에서 2루를 맡을 것으로 예상되었다. 그는 2014년 메이저 리그 베이스볼 시즌 6월 13일 피츠버그 파이리츠를 상대로 말린스 데뷔전을 치렀다.

### 캔자스시티 로열스
2015년 3월 17일, 퍼칼은 캔자스시티 로열스와 마이너 리그 계약을 체결했다. 그는 3월 31일 방출되었다가 다음 날 다시 마이너 리그 계약을 체결했다. 그는 윌밍턴 블루 록스와 노스웨스트 아칸소 내추럴스에서 마이너 리그 경기 7경기만 뛰었으며 타율 .240을 기록했다. 5월 19일, 그는 은퇴를 발표했다.

## 개인 생활
오프시즌 동안 퍼칼은 아길라스 시바에냐스에서 뛰었다. 그는 가족과 함께 웨스턴, 플로리다주에 거주한다. 퍼칼은 브레이브스에서 마지막 스프링 트레이닝 동안 아내 글레니를 만났고, 부부는 라파엘 주니어(2006년생)와 앤서니(2008년생)라는 두 아들을 두었다. 퍼칼은 또한 이전 관계에서 딸 애슐리(2004년생)를 두었다.
퍼칼은 야구 수입을 고향에 기부했다. 2008년 퍼칼이 다저스와 재계약했을 때, 그는 로스앤젤레스 소방국이 로마 데 카브레라에 소방차를 기증하도록 주선했다. 당시 로마 데 카브레라는 소방서가 없었다. 그는 또한 로마 데 카브레라 주민들의 병원비도 지불하도록 주선했다.
퍼칼의 아버지 실비노는 2010년 아버지날 가족 농장에서 말에 차여 사망했다.
퍼칼은 2020년에 처음으로 내셔널 야구 명예의 전당에 헌액될 후보로 고려되었다.